# Philornis obscura
Philornis obscura är en tvåvingeart som först beskrevs av Wulp 1896.  Philornis obscura ingår i släktet Philornis och familjen husflugor. Inga underarter finns listade i Catalogue of Life.